# Grundlsee
Grundlsee je horské jezero ležící na jižním úpatí pohoří Totes Gebirge ve štýrské části Solné komory v Rakousku, poblíž lázeňského městečka Bad Aussee. Leží v nadmořské výšce 708 m n. m. Na severozápadním břehu se nachází centrum osídlení obce Grundlsee. Z jezera vytéká řeka Grundlseer Traun, která se vlévá do Dunaje prostřednictvím řeky Traun. S rozlohou 4,22 km² je největším jezerem ve Štýrsku. Je dlouhé 5,7 km, široké 0,9 km a jeho hloubka činí 64 metrů.
Jezero Grundlsee, které patří Rakouským spolkovým lesům, je díky své poloze významným turistickým cílem a je oblíbeným místem ke koupání, potápění a plachtění. Každý třetí rok se u jezera Grundlsee koná největší rakouská květinová slavnost narcisů. Nejvýznamnějším druhem ryby je siven severní.

## Vlastnosti vody
Jezero se pyšní vysokou kvalitou své vody, která je označována svou jakostí jako pitná. Teplota vody v letních měsících dosahuje od 18 - 25 °C.

## Využití
Jezero je pro své krasové dno velmi oblíbené mezi potápěči. Stejně jako u ostatních jezer Solné komory platí zákaz plavby lodí a člunů se spalovacími motory. Provozovány jsou zde pouze lodě (Rudolf a Traun) pro komerční využití.
Grundlsee je na ryby nejbohatší jezero v oblasti hor Salzkammergutberge. Nalezneme zde rybí druhy jako např. štika, pstruh potoční, pstruh jezerní, siven severní, jelec tloušť, mník jednovousý, okoun říční, střevle potoční a další drobnější ryby, zejména plotici obecnou.

## Okolí

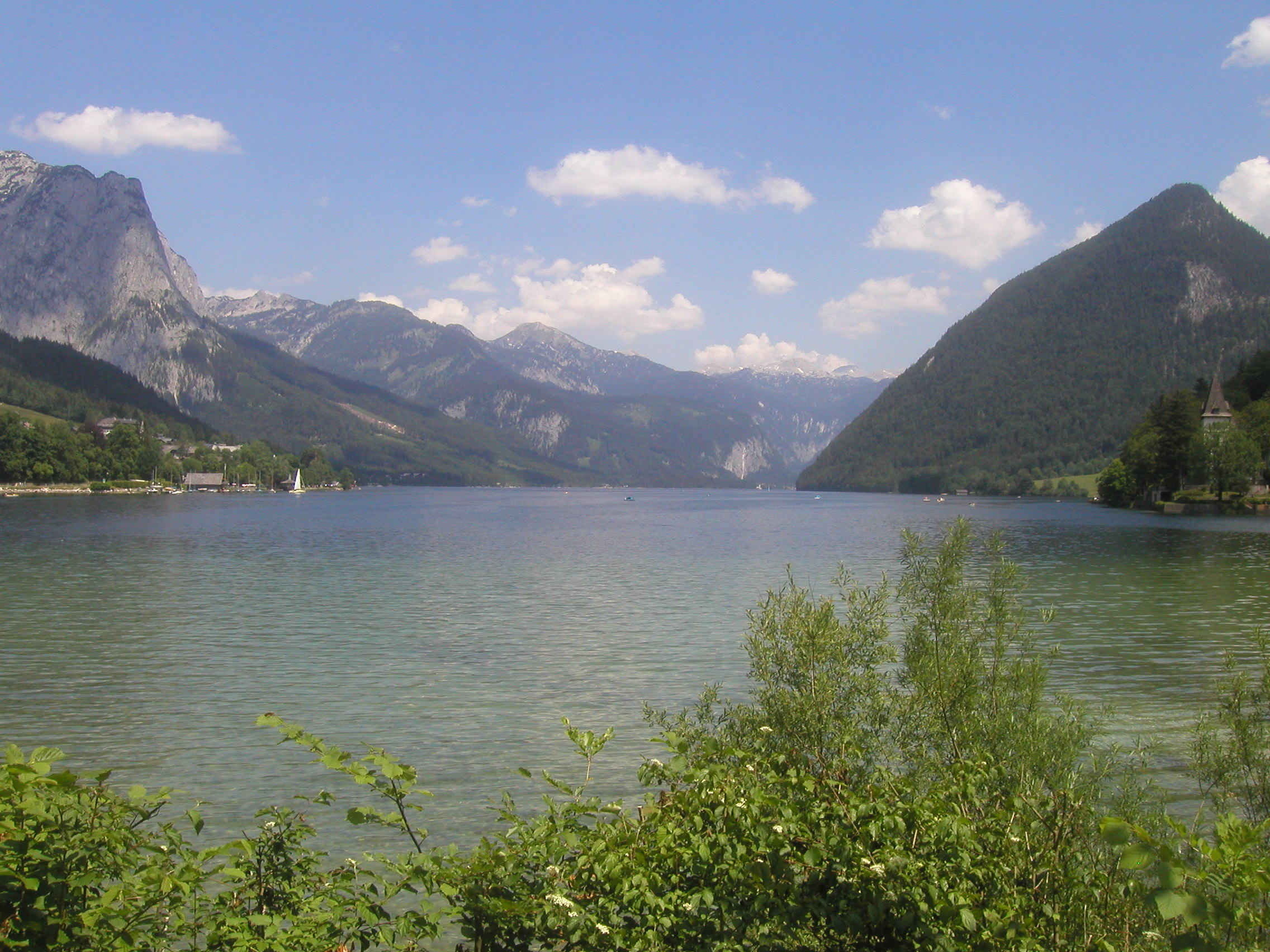
Grundlsee

Východně od Grundlsee leží uprostřed lesů jezero Toplitzsee (přírodní rezervace) propojené s Grundlsee atraktivní naučnou geo stezkou vedenou háji podél potoka Toplitz Bach. Na druhou stranu se dostaneme pouze lodí. Kolem jezera nejsou žádné turistické stezky. Dalšími blízkými jezery jsou Kammer See ležící hluboko v horách ještě za Toplitzsee, Lahngangsee ležící již v horách Totes Gebirge pod stěnou Graswand. Dalším blízkým jezerem je Altauseer See (712 m). Na severní straně jezera Grundlsee stojí za návštěvu soutěska Zimitztal s vodopádem Zimitz - Wasserfall.